# Sphenoptera caudata
Sphenoptera caudata es una especie de escarabajo del género Sphenoptera, familia Buprestidae. Fue descrita científicamente por Théry en 1941.

## Distribución
Habita en la región afrotropical.